# Derevnea, Jovkva
Derevnea (în ucraineană Деревня) este o comună în raionul Jovkva, regiunea Liov, Ucraina, formată numai din satul de reședință.

## Demografie
Componența lingvistică a comunei Derevnea
     Ucraineană (99,72%)
Conform recensământului din 2001, majoritatea populației comunei Derevnea era vorbitoare de ucraineană (99,72%), existând în minoritate și vorbitori de alte limbi.